# Cell (Dragon Ball)
Cell (セル, Seru, lit. célula) é um personagem fictício da série em anime e mangá Dragon Ball Z, criado por Akira Toriyama, da qual é o vilão principal da terceira saga, conhecida como a Saga Cell ou Saga dos Androides. Cell é um Bio-androide criado a partir das células de diversos lutadores como dos Guerreiros Z, Freeza e Rei Cold. Durante a sua participação na série, Cell evolui várias vezes, pois pretende se tornar um ser perfeito e para isso, passa a absorver a energia vital de vários humanos, em especial a dos Androides 17 e 18. Seu objetivo é se tornar o lutador mais forte da Terra, e para isso, ele precisa absorver os dois androides. As primeiras aparições de Cell na franquia, foram no mangá Dragon Ball, no capítulo 361: “A Aparição do Misterioso Monstro!!” (謎の怪物、ついに出現!!, Nazo no Kaibutsu, Tsui ni Shutsugen!!?), publicado em 1992 em Weekly Shōnen Jump e no 141º episódio de Dragon Ball Z.

## Criação e concepção
Depois que Kazuhiko Torishima, ex-editor de Toriyama durante Dr. Slump e Dragon Ball, expressou sua insatisfação com os primeiros Androides 19 e 20, e mais tarde com os Androides 17 e 18, como vilões, Toriyama finalmente criou Cell. Toriyama declarou algum tipo de arrependimento em relação a criação de Cell, afirmando como era entediante desenhá-lo com todas as pequenas manchas em seu corpo. Além disso, ele não planejava, inicialmente, que o personagem fosse capaz de se transformar, mas foi forçado a dar-lhe essa capacidade, após seu editor atual, Yu Kondo, afirmar que Cell era muito "feio". Toriyama pretendia que a segunda forma de Cell durasse mais tempo; mas Kondō achou que nessa forma ele parecia  muito "bobo" e o aconselhou a acelerar para a transformação final. Sua "forma imperfeita" tem aparência insectóide e surge de um casulo. Tanto esta forma quanto sua segunda "forma semi-perfeita" possuem uma longa cauda com um apêndice similar a um ferrão, utilizado para absorver outros organismos. A cauda é coberta por seus élitros em sua última "forma perfeita", e pode ser utilizada para criar os Cell Jrs. (セルジュニア, Seru Junia?), uma versão infantil de si mesmo.

## História
Em uma realidade alternativa, durante vários anos o computador do Dr. Maki Gero continuou ativo, e após 20 anos Cell nasce. Em sua época a Terra estava toda devastada pelos androides 17 e 18, e os guerreiros Z todos mortos, menos Trunks. Para alcançar sua forma perfeita, ele precisa absorver os androides 17 e 18. Porém estes foram mortos por Trunks. Em um confronto com Trunks, Cell o mata e toma de si, a máquina do tempo construída por Bulma, voltando para o ano de 763 (em meados da reconstrução de Freeza, supervisionada por seu próprio pai, Rei Cold). Cell então aciona a máquina do tempo e assume a forma de um ovo, pois era grande demais para caber. Após sair da máquina o ovo choca, e Cell fica no estágio de larva por alguns anos, até assumir sua forma adulta.

### Luta contra os Guerreiros Z

#### Cell Imperfeito (1ª forma)
Cell, após sair de seu ovo depois de quatro anos no presente, dizima populações de cidades inteiras absorvendo-as com a sua cauda. E uma dessas cidades é a de Ginger. E lá, teve o seu primeiro encontro com os guerreiros Z, em um confronto contra Piccolo, a essa altura já fundido com Kami-Sama. Todos ficam impressionados com o fato de Cell possuir o Ki de Goku, Vegeta, Gohan, Raditz, Nappa, Piccolo, Freeza e Cold. No entanto, seu nível de poder era relativamente baixo em relação à Piccolo, que tinha aumentado enormemente seus poderes graças a fusão com Kami-Sama. Se Cell estendesse a luta, seria morto por Piccolo. Também percebe-se que ele não estava à altura dos Androides, e que estes, por enquanto, poderiam derrotá-lo também. Em desvantagem, Cell foge se utilizando da técnica Tayoken para cegar Piccolo, Kuririn e Trunks. Após sua fuga, Cell continua absorvendo a energia vital das pessoas. E a medida que absorvia cada vez mais pessoas, ficava mais forte. Até que um dia, encontra Piccolo lutando contra os Androides. Piccolo fica impressionado com o aumento de poder de Cell e rapidamente, é colocado fora de combate. Em seguida, Cell trava um combate contra o Androide 17, o qual também é vencido. E quando, Cell parte para absorvê-lo, o Androide 16 o impede. Uma luta equilibrada se segue entre 16 e Cell, até que o vilão consegue absorver o Androide 17 e assim, evoluindo para sua segunda forma.

#### Cell Semi-Perfeito (2ª forma)
Os poderes de Cell aumentam de forma impressionante. Com um simples disparo de energia, o Androide 16 é seriamente danificado. Quando Cell estava para absorver a Androide 18, eis que Tenshinhan aparece e o contém por um tempo com o Novo Kikoho. Mas logo, Tenshinhan se cansa devido ao imenso gasto de energia, sendo salvo junto com Piccolo por Goku, que utiliza o teletransporte. Os outros 2 androides fogem para uma ilha distante, e Cell passa a procurar a Número 18. Como estes não possuem Ki, Cell não consegue detectá-los. Até que Vegeta cruza seu caminho junto com Trunks, mostrando um poder impressionante e derrotando Cell. No entanto, ao ver que a luta estava muito fraca, Vegeta deixa que Cell absorva a Androide 18 e assim, alcance sua forma perfeita. Trunks tenta impedi-lo, mas sem sucesso. Kuririn, por sua vez, destrói o controle construído por Bulma e seu pai para destruir os Androides, devido ao seu sentimento pela Androide 18. Cell dispara um Taiyoken que cega  todos e assim consegue absorver a Androide 18, alcançando enfim sua forma perfeita.

#### Cell Perfeito (3ª forma)
Após derrotar Kuririn com apenas um golpe, Cell volta a lutar contra Vegeta e a luta deles toma outro rumo. Vegeta conta vantagem no começo, mas depois de aplicar um golpe em Cell com todas as suas forças, que não faz efeito algum, ele percebe a assombrosa diferença de poderes e, desesperado, dispara um Final Flash (Resplendor Final) contra o vilão. Este golpe destrói parte do corpo de Cell, mas logo ele se regenera, já que possui células de Piccolo. Vegeta em seguida é espancado por Cell, e após uma sequência de golpes, cai derrotado. Quando Cell está prestes a matá-lo, Trunks intervêm e mostra a Cell, sua transformação em Ultra Super Saiyajin ganhando muita força. Porém é inútil, já que a musculatura elevada, o deixava mais lento. Depois de derrotar Trunks, Cell decide realizar um novo Torneio de Artes Marciais, onde ele lutaria contra todos os guerreiros da Terra até que nenhum reste vivo, resultando assim na destruição do planeta por matar toda a raça humana.

### Os jogos de Cell
O próprio Cell foi anunciar a realização de seu torneio na televisão. Os Guerreiros Z voltam a treinar no Templo de Kami-Sama. Depois de 10 dias, começa o Torneio e Cell, enfrenta primeiro Mr. Satan, que é facilmente eliminado. No anime, Cell também luta contra outros dois discípulos de Satan, Piroski e Caloni, ambos, também derrotados facilmente. Goku é o primeiro dos Guerreiros Z, a enfrentar a criação suprema do Dr. Maki Gero. Após uma luta bem equilibrada, Cell começa a ficar em vantagem, quando eis que Goku abandona a luta e coloca seu filho Gohan, em seu lugar. Goku acredita no poder oculto de Gohan. No entanto, Gohan não havia liberado esse poder e era insignificante para Cell. Então, Gohan revela a Cell que seus poderes ocultos são liberados através da raiva. Cell então, resolve enfurecer Gohan de qualquer jeito. Em um ataque desesperado, o Androide 16 tenta destruir Cell com uma bomba que tinha dentro de seu corpo, mas Cell o contra-ataca e deixa 16 em pedaços. Cell então, expele de seu corpo 7 crias suas, os Cell Juniores. Todos eles partem para enfrentar os Guerreiros Z, que tem uma batalha difícil. Até que, Mr. Satan joga a cabeça do Androide 16 para Gohan e este, o convence a lutar. Cell no entanto, intervém e na frente de Gohan, mata o Androide 16, o que acaba despertando a fúria de Gohan. Ele consegue se transformar em Super Saiyajin 2, o primeiro a chegar em tal nível de poder. O rumo da luta muda. Sozinho, Gohan destrói todos os Cell Juniores, e Cell passa a ser massacrado pelo filho de Goku. Depois de tomar um soco, Cell vomita a Androide 18, voltando assim para a segunda forma. Desesperado, ele ativa seu mecanismo de auto destruição. Goku interveio, teletransportando-o para o planeta do Senhor Kaioh e com isso se sacrificando. Junto com Goku, também morrem o Sr. Kaioh, Bubbles e Gregory.

#### Cell Super Perfeito
No entanto a massa cerebral de Cell sobrevive a explosão e com o poder de regeneração das células de Piccolo, ele volta a vida. Mas não foi uma simples reconstituição, Cell aumenta seus poderes de forma assombrosa, devido as células dos Saiyajins, que se fortalecem após uma situação fatal e depois se recuperarem. E assim, ele volta a sua forma perfeita e ainda ganha a habilidade de se teletransportar como Goku. Nesta forma, Cell se torna um rival a altura de Gohan transformado em Super Saiyajin 2. Quando todos acham que a luta contra o androide biológico havia terminado, eis que Cell ressurge e mata Trunks. Vegeta furioso o ataca impiedosamente, mas acaba por ser em vão, pois Cell com seu novo poder o derrota com apenas um golpe, e quando está a ponto de matar o príncipe dos saiyajins, Gohan intervêm impedindo-o de morrer. Como resultado do ataque de Cell, Gohan fere gravemente o braço esquerdo. Cell se prepara para destruir a Terra com um "Solar Kamehameha", o seu ataque final mais poderoso.
Cell naquele momento, tinha finalmente cumprido todos os objetivos do Dr. Maki Gero (tendo conseguido alcançar a sua forma perfeita; matado Goku com sua auto destruição; além de se regenerar novamente, com seu poder indo além de sua forma perfeita e sem a necessidade de ter os androides em seu corpo, achando que era o ser mais forte do Universo) e não tendo mais objetivos ligados com aqueles do seu antigo criador, Cell planejava espalhar o terror por todo o Universo, destruindo planetas e usando o teletransporte de Goku para escapar. Uma disputa final de Super Kamehameha entre Cell e Gohan então começa. Devido ao seu braço estar machucado, o pequeno Saiyajin fica em desvantagem, embora ainda resista ao poder esmagador do vilão. Tudo parece perdido para Gohan e os Guerreiros Z, quando Goku manda uma mensagem do além para seu filho com a ajuda do Senhor Kaioh, dando um grande apoio moral para que ele não desistisse. Gohan, então, com apenas um braço, coloca mais poder em seu Super Kamehameha que consegue lentamente equilibrar a disputa, mas mesmo assim, o de Cell continua mais poderoso. No entanto, Vegeta aparece e o distraí com um ataque surpresa (no anime, Tenshinhan, Piccolo, Yamcha e Kuririn também atacam Cell, só que sem efeito algum). Nessa hora, Gohan libera todo o seu poder de uma vez e consegue vencer Cell definitivamente, destruindo seu corpo e também sua massa cerebral com todas as suas células, eliminando qualquer chance de Cell se regenerar e causando assim a morte do vilão.

## Após a morte
Cell ainda fez algumas aparições no futuro de Trunks e em alguns fillers no outro mundo. Depois de ressuscitado, Trunks retorna a seu futuro e depois de vencer facilmente os Androides 17 e 18, também derrota Cell ainda na primeira forma. No anime, ele ainda aparece na saga do Torneio do Mundo dos Mortos em uma revolta no inferno junto com Freeza, Cold e as Forças Ginyu após ter sido enviado para lá, quando foi julgado por Enma Daioh. No entanto, tal revolta foi vencida facilmente por Paikuhan (embora possa ter sido um erro grotesco de roteiro, devido a Cell naquele momento ser muito mais poderoso que Goku, que seguindo os acontecimentos da mini saga, tinha o mesmo nível que Paikuhan). Na saga Majin Boo (em umas cenas fillers existentes apenas em anime), Cell aparece junto com Freeza, Cold, Dr. Maki Gero, Forças Ginyu, Babidi e outros vilões mortos, assistindo a luta de Goku contra Kid Boo, admitindo que a luta de ambos, era mais impressionante do que a sua própria. Faria ainda, uma aparição curta e final em Dragon Ball GT, aonde lutou contra Goku junto com Freeza no inferno. Ele consegue absorver Goku com sua cauda e por 1 momento se torna um dos seres mais poderosos de Dragon Ball GT (embora Goku logo depois escapasse de Cell). No fim, os dois vilões foram derrotados de forma humilhante pela última vez.

## Dragon Ball Super
Em Dragon Ball Super, que se passa após a derrota de Majin Boo e antes do fim da nova saga super, Goku imagina Cell em uma sequência de treinamento, derrotando-o com um golpe na cabeça. Quando viaja de volta para o passado, Trunks do Futuro fica confuso ao ver que Goku está vivo quando se lembra de sua morte com a autodestruição de Cell. Não muito tempo depois, Bulma revela que guardou a máquina do tempo que Cell tinha roubado de Trunks para retornar ao cronograma atual. Cell é lembrado por Trunks quando ele observa as diferenças entre Gohan quando criança, em particular, quando lutou com Cell e ele atualmente como um adulto, ao encontrá-lo pela primeira vez em anos. Algumas manipulações de Cell, junto de Freeza e Kid Boo, aparecem na floresta do medo em formas de gigantes frente à Kuririn e Goku,atacando-os até que os heróis percebem que são seus medos que estão causando o aumento de tamanho deles e concentrados, tais inimigos desaparecem.

## Cells Jrs.
Eles são uma espécie de filhotes do bio-androide Cell que os fez surgir de dentro de seu corpo os expelindo pela sua cauda. É provável que a capacidade reprodutiva assexual de Cell seja tomada a partir da fisiologia Namekusei de Piccolo. Os Cells Juniores são extremamente poderosos, tendo a mesma força e poder de luta de Cell quando lutou contra Goku. São capazes de utilizar as mesmas técnicas que Cell utiliza (com exceção da regeneração e o teletransporte) e conseguem derrotar todos os Guerreiros Z. Porem, Gohan, depois de se transformar em Super Saiyajin 2, destrói fácil e brutalmente todos os Cells Juniores.

## Transformações
Cell passou por uma série de transformações no decorrer da série:
- Cell Imperfeito (不完全体セル, Fukanzentai Seru) ou Cell Primeira Forma (第ー形態セル, Dai Ichi Keitai Seru): A primeira forma assumida por Cell antes dele absorver os Androides. É um monstro horrível, com uma aparência assustadora. Possui um escudo na cabeça com dois chifres horizontais, sua boca tem forma laranja segmentada, com as mãos e os pés com apenas três dedos (cinco no anime) e o resto do corpo com as cores verde e laranja, além de várias manchas. Cell também têm uma longa cauda com um ferrão que serve para absorver a energia vital das pessoas, além de criar os Cells Jrs.. Nessa primeira forma, ele é relativamente fraco, tendo de fugir de Piccolo para não ser destruído, mas depois que absorve a energia de milhões de pessoas, aumenta ao máximo os seus poderes, superando tanto Piccolo quanto 17 e ficando no mesmo nível que o Androide 16. Seu poder é um pouco maior do que o de um Super Saiyajin. Nesta forma, Cell também consegue voltar ao estágio de larva.
- Cell Semi-Perfeito (半完全体セル, Hankanzentai Seru) ou Cell Segunda Forma (第二形態セル, Dai Ni Keitai Seru): A primeira evolução de Cell ocorre quando ele absorve o Androide 17. Seu tamanho e força aumentam significativamente e ele vence 16 facilmente. Sua aparência também muda bastante. O formato de sua boca muda e ele ganha um aspecto mais humano; os chifres do escudo de sua cabeça ficam mais verticais e seus pés assumem a forma de sapatos. No entanto, o seu poder é menor que o de um Super Saiyajin Dai Ni Dankai, sendo incapaz de superar Vegeta nessa forma.
- Cell Perfeito (完全体セル, Kanzentai Seru): A forma perfeita de Cell depois que ele absorve ambos os Androides 17 e 18. Em comparação com a sua transformação anterior, seu corpo é menor e possui traços mais humanos, no entanto, o seu poder aumenta bastante superando em muito o Super Saiyajin Dai Ni Dankai, Super Saiyajin Dai San Dankai e o Super Saiyajin Full Power, mas facilmente superado por um Super Saiyajin Nível 2. Cell ganha um rosto humano, sua cauda longa encolhe, sendo vista apenas uma ponta de seu ferrão. Os chifres do escudo de sua cabeça assumem uma postura totalmente na vertical e suas asas crescem para os lados. Nesta forma, Cell ganha uma aura dourada, equivalente ao do Super Saiyajin.
- Cell Super Perfeito (超完全体セル, Cho Kanzentai Seru): Cell alcança essa forma de maneira inesperada após regenerar seu corpo destruído quando se explodiu no planeta do Sr. Kaioh, após ser teletransportado por Goku. Graças às células Saiyajins, que ficam mais poderosos quando estão prestes a morrer, mas se recuperam, Cell consegue chegar à essa forma. Aparentemente, é igual à sua forma perfeita, mas agora, Cell é muito mais poderoso do que antes, possuindo uma aura elétrica, similar à de um Super Saiyajin 2. Além disso, ele não precisava absorver os Androides para retornar à sua forma perfeita. Nesta forma, seu poder era praticamente igual ao do Gohan Super Saiyajin 2.

## Poderes e Habilidades
Cell possui as células de Goku, Vegeta, Piccolo, Freeza, Rei Cold, Yamcha, Tenshinhan, Kuririn, Chaos, Nappa, Raditz e Gohan, além de células de diversos outros seres. Por conta disso, pode utilizar os poderes e as técnicas de todos estes lutadores devido as lembranças e as memórias genéticas destes mesmos, como por exemplo o Kamehameha de Goku, além de sobreviver no espaço como Freeza e seu pai, se regenerar como Piccolo e como os Saiyajins, aumentar muito seu poder após ser ferido gravemente em uma luta e se recuperar. Ele tem a capacidade de reverter suas formas (demonstrada quando volta para um ovo e potencialmente para seu corpo em evolução).  Todas as habilidades de Cell concentravam-se na sobrevivência e evolução deste. Mesmo com apenas sua massa encefálica, poderia regenerar-se a ponto de ressuscitar. Estas habilidades tornam-lhe praticamente imortal e ele só pôde ser derrotado ao ser totalmente desintegrado, especialmente a sua massa encefálica. Cell possui super força, resistência e velocidade sobre-humanas, além da Técnica de Voar (舞 空 術, Bukū-jutsu?) e vários poderes e habilidades, graças às células dos maiores lutadores do Universo como:
- Absorção (吸収): A Absorção é uma técnica utilizada por Cell e uma forma de fusão. Cell absorve de maneira física os Androides 17 e 18 através de sua cauda e evolui em novas formas. Cell possui dois métodos de absorção, ambos usando sua cauda: ele pode absorver a energia vital dos seres vivos para ganhar toda a sua força, ou absorver outros seres inteiros em seu corpo para assim se transformar.

- All Clear (オールクリア): Técnica usada por Cell para aniquilar as Forças Armadas reais que vieram para derrotá-lo. Ele utilizou apenas a mão esquerda de forma horizontal emitindo uma grande onda de choque, destruindo tudo em apenas alguns segundos.[20]

- Ataque Big Bang (ビッグバンアタック): Traduzida e dublada no anime de forma errada como " A grande explosão do Super Vegeta", o Big Bang Attack, foi a primeira técnica criada por Vegeta ao se transformar em Super Saiyajin. Ele faz um sinal de pare com a mão direita e dispara uma enorme esfera de energia. A versão de Cell é vermelha e possui nos jogos, o nome de Big Bang Crush. Com essa técnica, Cell destruiu grande parte da cabeça do Androide Nº 16.

- Death Beam (デスビーム): É um raio roxo, disparado pelo dedo indicador. Ele é rápido e fino, e por isso é usado para matar diretamente. Também pode ser realizado com maior potência quando se usa o dedo indicador e o médio juntos e pode se disparar mais de um. O possível inventor poderia ter sido o Rei Cold, ou o seu filho Freeza. Existe ainda uma versão dourada e maior usada por Cell para matar Trunks.

- Galick Ho (ギャリック砲): Técnica principal de Vegeta, similar ao Kamehameha, se diferenciando por causa da cor roxa e a posição de quem a dispara é diferente. Cell, por ter células de Vegeta, utiliza o Galick Ho.

- Genki Dama (元気玉): Golpe de Goku, onde se concentra uma poderosa esfera de energia através da energia vital de outros seres vivos. Embora Cell, tenha afirmado que possa usar essa técnica, talvez isso seja impossível, pois apenas seres puros de coração podem utilizá-la. Talvez seja possível Cell usar a Genki Dama por usar energia negativa no lugar do positiva para poder usar a sua versão da Genki Dama.

- Kamehameha (かめはめ波): Técnica originária do Mestre Kame, porem Cell o desenvolveu através das células de Goku. Basta juntar as mãos, concentrar uma poderosa esfera de poder e dispará-la contra seu oponente. É o golpe mais usado por Cell, sendo utilizado em suas batalhas contra Piccolo, Goku e Gohan. Assim como Goku, Cell consegue realizar outras versões da técnica como o Super Kamehameha, Earth-Destroying Kamehameha e o Solar Kamehameha.[21]

- Kiai (気合い): Praticamente todos os personagens sabem usá-la. Consiste em explodir o ki deslocando uma grande quantidade de massas de ar, lançando todos os que estiverem na área de alcance para longe.

- Ki Barrier (気のバリヤ): Um poderoso campo de força criado pelo próprio Ki de Cell.

- Kienzan (気円斬): Foi criado por Kuririn e é sua técnica principal e característica. Trata-se e de um disco feito de ki, que pode cortar praticamente qualquer coisa. Cell usa contra Goku e Gohan, assim como os Cells Jrs.

- Kikouhou (気功砲): Criada pelo Mestre Tsuru, é uma técnica ainda mais poderosa que o Kamehameha. Forma-se um losango com as mãos, fixa o alvo nesse losango, e dali sai uma poderosa explosão ki. No entanto, além de ter um alto poder de devastação, o Kikouhou desgasta o usuário, e ele perde a vida se não conseguir mantê-lo. Por possuir células de Tenshinhan, Cell também sabe realizar o Kikouhou, pois apesar de ele nunca tê-lo feito, um dos Cell Jrs. usa um Kikouhou contra Gohan.

- Kousengan (光線眼) ou Olhos Lasers: É a simples habilidade de disparar lasers de Ki pelos dois olhos. A potência desse ataque varia de acordo com o usuário.

- Jibaku (自爆): É uma "técnica suicida", onde se concentra todo o Ki e o libera por todo o corpo, se auto explodindo. Cell infla seu corpo como um balão, começando uma contagem regressiva de 1 minuto e quando termina, se explode com a energia suficiente para destruir um planeta inteiro. Se ele for atacado antes que a contagem decrescente termine, explodirá instantaneamente. Uma vez ativada, esta técnica não pode ser interrompida, nem por ele mesmo.

- Makankosappo (魔貫光殺砲): Principal técnica de Piccolo em Dragon Ball Z, criada primeiramente para matar Goku. Ele coloca dois dedos na frente da testa e concentra seu Ki. Depois o joga em formato de um laser espiral, que perfura qualquer coisa. Cell, por ter células de Piccolo pode realizá-lo, assim como os Cells Juniores.

- Regeneração (再生): Graças às células de Piccolo, Cell possui propriedades regenerativas que lhe permitem reconstituir porções de seu corpo pouco depois de terem sido destruídas, como fez durante suas batalhas com Vegeta e Goku. No anime, Cell afirma que ele pode se regenerar enquanto sua cabeça permanecer intacta, embora isso seja contradito por Goku, quando este destrói a parte superior de seu corpo, incluindo sua cabeça e Cell ainda aparece se regenerando. Sabe-se que se sobrar qualquer parte de seu corpo, ele ainda consegue se regenerar apenas dessa única parte, mesmo com sua massa sendo destruída, assim como Majin Boo.

- Shishinken (四身の拳): Golpe criado por Tenshinhan. Faz com que o usuário se multiplique fazendo 4 cópias dele. O ponto fraco dessa técnica é que a força de cada corpo é igual a um quarto da força de quando ele não está dividido. Cell o usou na luta contra Goku e diferente da técnica de Tenshinhan, seu poder não diminuiu nenhum pouco.

- Tayouken (太陽拳): Técnica criada por Tenshinhan onde coloca-se as mãos do lado do rosto, e o usuário emana uma luz muito forte, que ofusca os olhos do oponente, deixando-o temporariamente cego. Cell utilizou esse golpe em sua primeira luta com Piccolo e mais tarde, nas lutas contra Vegeta e Trunks, e por Ultimo para absolver a numero 18.

- Telecinesia (念力): Telecinesia é o poder de manipular objetos e pessoas com a mente. Cell usou essa técnica para construir a arena dos "Jogos do Cell".

- Teletransporte (瞬間移動): Goku e Cell usam essa técnica para se teletransportar. É o teletransporte de Goku, que consiste em colocar 2 dedos da mão na frente da testa, como um Makankosappo, e se concentrar no KI de uma determinada pessoa. Em instantes, o usuário irá aparecer no mesmo lugar onde a pessoa escolhida está. Goku aprendeu com os Yadorart-jins quando esteve no planeta deles e Cell aprendeu observando Goku utilizar a técnica pelo menos 3 vezes na saga, sendo a última delas quando foi teletransportado por Goku para o planeta do Sr. Kaio.

- Tsuiseki Kienzan (追跡気円斬): Técnica criada por Freeza onde pode-se criar um ou dois discos cortantes feitos de seu ki. Eles se parecem com o Kienzan, porém Freeza pode controlá-los fazendo eles perseguirem o adversário. Cell, por possuir células de Freeza, também consegue executar esse golpe.

- Zenkai (全開): De suas células Saiyajin, Cell tem a capacidade de se tornar mais poderoso após a recuperação de lesões graves. Esse traço genético permite que suas habilidades de combate aumentem continuamente enquanto ele luta. Isto é feito instintivamente aumentando sua força bruta e resiliência após se recuperar. Essa habilidade, combinada com seu poder de regeneração, o torna quase invencível.

## Em outros meios
Cell aparece em vários jogos de vídeo como Budokai Tenkaichi, tendo uma técnica exclusiva do game, onde se converte em pura luz, alcançando a intangibilidade (enquanto ataca, volta a ser tangível). Também faz aparição no game Raging Blast Series. Ele também é um personagem jogável no Dragon Ball Z: Collectible Card Game. No jogo Dragon Ball Z: Super Battle de 1995, depois que Goku derrota Cell, ele lhe dá uma Semente dos Deuses, lhe permitindo viver e Cell promete retornar e vencer. 
Em Dragon Ball Z: Budokai, Cell tem um pesadelo onde acidentalmente absorve Kuririn e se torna Cellin ( セルリン, Serurin), tornando-se mais fraco. No jogo de 2003, Dragon Ball Z: Budokai 2, Cell é revivido por Babidi e se torna um Majin, tendo sua aparência alterada com a letra "M" em sua testa. Esta forma é de curta duração, com Majin Boo matando Babidi e Cell sendo absorvido por ele. No jogo de 2005, Dragon Ball Z: Budokai Tenkaichi, Cell derrota Gohan e confronta o Super 17, derrotando-o quando os dois entram em conflito sobre um interesse em particular em matar Goku. No jogo de 2015, Dragon Ball Xenoverse, Cell aparece como um mentor para o jogador, ensinando o Perfect Kamehameha, Perfect Shot, All Clear  e o Gravity Impact para o jogador. No contexto do modo de história do jogo, Cell derrota Gohan até que o jogador intervém em sua luta, e a versão alternativa do personagem da linha do tempo de Trunks é capaz de alcançar sua forma perfeita graças a Towa fortalecendo-o, embora ele seja destruído pelo jogador e por Trunks. No jogo de 2016, Dragon Ball Xenoverse 2, Cell aparece em sua forma perfeita e luta com Trunks, onde também conhece o Androide 16 pela primeira vez e luta ao lado dele. Cell é capaz de alcançar sua forma perfeita depois de derrotar Piccolo e 16 além de absorver 17 e 18 ao mesmo tempo. Quando um poderoso Androide 17 luta contra Piccolo, Trunks adverte o jogador Cell que absorvê-lo significaria um aumento de poder ainda maior que na linha do tempo principal. O próprio Cell mostra-se poderoso, dominando facilmente o Androide 16. Cell luta mais tarde ao lado dos pequenos Cells Juniores, e acolhe Metal Cooler para os Jogos de Cell. Cell também é um personagem jogável no crossover Battle Stadium DON, bem como um personagem de apoio no crossover da Shonen Jump conhecido como Jump Ultimate Stars. 
Cell também apareceu em um anúncio de TV para Dragon Ball Z: Battle of Gods, questionando por que ele não está no filme, enquanto Freeza se gaba porque ele está. Cell, em seguida, observa que Freeza tem apenas uma aparição sem falas.

## Recepção
Em 2004, os fãs da série votaram em Cell como o décimo quarto personagem mais popular durante uma enquete no livro Dragon Ball Forever. Em 2015, Jacob Yothment classificou Cell em terceiro lugar em sua lista dos 10 maiores vilões da franquia Dragon Ball. Shawn Saris da IGN classificou Cell em sétimo na lista Top 13 de personagens de Dragon Ball Z e o site Otakukart.com o classificou como segundo na lista Top 10 de vilões de Dragon Ball. Em 2016, Cell foi classificado como o sexto na lista do site saikoplus.com, entre os 10 personagens mais populares em Dragon Ball Z.
Michael Zupan avaliou Cell como o vilão de Dragon Ball com mais acúmulo, escrevendo: "Os Guerreiros Z usam tudo o que podem nesse personagem, e quando você acha que ele perdeu... ele se transforma em algo ainda mais poderoso". DF Smith da IGN criticou a decisão de Cell por realizar um torneio de luta, em vez de destruir a Terra como um sinal, de que o autor teria executado isso, fora de seus planos originais. Dennis Amith de J!-ENT descreve Cell como "o inimigo mais difícil que os Guerreiros Z enfrentou" e gostou muito de como os outros personagens se esforçaram para tentar destruir Cell, que até então, era o foco principal desta parte da série. J. Steiff e TD Tamplin acreditam que Cell foi usado para mostrar um conceito de "nivelamento" no anime e que seguia este conceito muito bem.

## Dublagem
Cell é dublado por Norio Wakamoto na versão original do anime e em todas as outras mídias da franquia Dragon Ball.  Para a primeira forma do personagem que é a mais monstruosa, ele usou uma voz rouca que disse mais tarde, que lhe causava muita dor de garganta. Ele amenizou sua voz na segunda forma e foi capaz de interpretá-lo confortavelmente na forma final. No Brasil, foi dublado por João Batista em Dragon Ball Z, que veio a falecer, sendo substituído por Raul Schlosser em Dragon Ball GT e em Dragon Ball Kai, e também por Roberto Garcia na Saga Majin Boo. Em Portugal, Cell é dublado pelo também falecido António Semedo.